# Brasão de Presidente Epitácio
O Brasão de Presidente Epitácio, um município brasileiro localizado no estado de São Paulo, é um dos símbolos oficiais do municipío, juntamente com a bandeira municipal, teria sido adotado em 1936 por Arcinóe Antônio Peixoto de Faria.

## Descrição
Escudo encimado pela coroa mural de oito torres, de argente (cor prata). Em campo de argente, um vapor fluvial de sable (cor preta) e ornado de jalde (cor do ouro); em Chefe (na parte que ocupa o terço superior do escudo) um escudete de blau (cor azul) carregado de seis crescentes (meias-luas) de jalde e orlado do mesmo, bordadura de sable carregada de sete estrelas de seis pontas de argente, sobreposto por virol (espécie de corda feita com duas tiras entrelaçadas) das cores alternadas de blau, tendo por timbre (figura) uma estrela-cometa de argente e sable; acantonadas em Chefe duas buzinas de caça, estilo boiadeiro, de sable. Como suportes, à destra, e sinistra do escudo, duas árvores perobeiras de sua cor, apoiadas em listel (fita em que se escreve a divisa hereditária) de sinopla (cor verde na heráldica francesa), contendo em letras de jalde o topônimo PRESIDENTE EPITÁCIO, ladeado pelos milésimos “1907” e “1949”.

## Ligações Externas
- «Página da prefeitura»